# ǃKung (langue)
 (décembre 2020).
Si vous disposez d'ouvrages ou d'articles de référence ou si vous connaissez des sites web de qualité traitant du thème abordé ici, merci de compléter l'article en donnant les références utiles à sa vérifiabilité et en les liant à la section « Notes et références ».
Ne doit pas être confondu avec ǃKung.
Le ǃkung, aussi écrit ǃxun ou ǃxũ, est un continuum linguistique de langues kxʼa parlés par les ǃKung.

## Variétés
Le ǃkung est composé de plusieurs variétés :
- sekele (en) ;
- ekoka !kung (en) ;
- ǃkung central (en) ;
- juǀʼhoan.